# 瀬野雅彦
瀬野 雅彦（せの まさひこ、1969年7月31日 - ）は、日本の男性俳優、声優。東京都出身。血液型 A型。趣味・特技 料理
以前はカメレオンハウス、バーストマン、デッドストックユニオンに所属していたが、現在は不明。

## 出演作品

### テレビドラマ
- 利家とまつ〜加賀百万石物語〜（2002年1月6日 - 12月15日、NHK）
- 武蔵 MUSASHI（2003年1月5日 - 12月7日、NHK）
- 新選組!（2004年1月11日 - 12月12日、NHK）

### 公演
- 舞台オペラ　二期会「リゴレット」（東京文化会館）
- 舞台オペラ　藤原歌劇団「アイーダ」（新国立劇場）
- 舞台オペラ　藤原歌劇団「椿姫」（新国立劇場）
- ミュージカル　天狼プロダクション「サンタのクリスマス'96」（1996年2月）　サンタの四郎　役
- ミュージカル　天狼プロダクション「天狼星」（1997年3、4月）　大森刑事　役
- 舞台　バーストマン「彗星物語」（1998年8月、銀座博品館劇場）
- 舞台　バーストマン「奥様は化け猫」（1998年12月、三百人劇場）

### テレビアニメ
- クマのプー太郎（警官A、男A、幽霊B）
- 仙界伝 封神演義（姫旦、兵）

### 劇場版アニメ
- もののけ姫

### ドラマCD
- スターピンキーQ [CONTACT1] 宇宙少女東京に現る（アナウンサー）
- スターピンキーQ [CONTACT2] 遊星魔人 月面の悪夢（アナウンサー）
- ドラマCD『SAMURAI SPIRITS 2 アスラ斬魔伝』（武士）
- 仙界伝封神演義外伝第弐章（周公旦）
- ストリートファイターEX2（若者C）
- スーチー・ドラマシアター「ミラクルアナザーワールド！PART II 原始時代編」（マモちゃん）

### CD
- SAMURAI SPIRITS 2 アスラ斬魔伝 DRAMA CD